# The Wicker Man
〈The Wicker Man〉은 영국의 헤비 메탈 밴드 아이언 메이든의 노래이다. 2000년 5월 8일, 열두 번째 스튜디오 음반 《Brave New World》의 첫 싱글이자 오프닝 트랙으로 발매되었다. 이 음반은 《Brave New World》의 발매를 3주 앞두고 있었다. 이 곡은 또한 1989년 싱글 〈Infinite Dreams〉 이후 1999년 보컬리스트 브루스 디킨슨과 기타리스트 아드리안 스미스가 밴드로 복귀한 첫 번째 싱글이다. 스미스, 디킨슨, 스티브 해리스가 공동 작사, 작곡했다. 그리고 케빈 셜리와 해리스가 공동 프로듀싱을 했다. 제목은 동명의 영국 컬트 영화에서 영감을 받았다. 이 노래는 디킨슨의 솔로 활동에서 나온 〈Wicker Man〉과 혼동되어서는 안 되는데, 이 노래의 가사는 영화를 중심으로 더욱 밀접하게 테마가 되어 있다. 후자의 노래는 《The Best of Bruce Dickinson》의 2디스크 에디션에서 찾을 수 있다.

## 구성
디킨슨에 따르면, 〈The Wicker Man〉은 아드리안 스미스가 "장난을 치고 다니는" 소동으로 처음 시작되었다고 한다. 디킨슨은 리프가 좋게 들린다고 생각했고 그는 그 노래에 매혹적인 멜로디를 덧붙이기 시작했다. 그때 스티브 해리스는 리프를 따라 뛰기 시작했다. 디킨슨은 이 노래가 싱글로 된 트랙을 얻으려고 시도조차 하지 않고 작곡되었다고 말했다. 이 곡은 디킨슨과 스미스의 복귀 이후 밴드가 함께 리허설을 한 첫 곡이기도 했다. 디킨슨은 가사를 쓰는 과정에서 "내가 무대에 서고 그 사람들이 너와 함께 노래하고 구호를 외치기 시작할 때와 같은 분위기를 얻으려고 시도했다"고 말했다.
이 곡의 라디오 버전은 음반 트랙과 다른데, 후렴구의 첫 번째 줄과 세 번째 줄 "Your time will come"에 이어 "Thy will be done", 마지막 줄에는 "Don't turn, don't run"이 이어진다. 세 번째 줄에 이어 "I'll be the gun"가, 네 번째 줄에 이어 "Burn on my son"이 이어지는 세 번째 후렴구를 제외한 모든 후렴구가 그렇다. 이 버전은 극히 드문 것으로 간주된다.
이 싱글의 커버 아트는 유명한 예술가 데릭 릭스의 작품이 거절당한 후 마크 윌킨슨의 작품이다. 이것은 릭스가 아이언 메이든을 위해 만든 마지막 작품이었는데, 《Flight 666》까지는 함께 작업하기가 너무 힘들다는 것을 추론했다. 이 삽화는 그림 바이닐 디스크와 다양한 작은 압착에 사용되었다.

## 곡 목록
| #  | 제목                       | 작사·작곡                                     | 재생 시간 |
| -- | -------------------------- | --------------------------------------------- | --------- |
| 1. | 〈The Wicker Man〉         | 아드리안 스미스, 스티브 해리스, 브루스 디킨슨 | 4:35      |
| 2. | 〈Futureal (Live)〉        | 해리스, 블레이즈 베일리                       | 2:58      |
| 3. | 〈Man on the Edge (Live)〉 | 베일리, 야닉 거스                             | 4:37      |
| 4. | 〈The Wicker Man (Video)〉 | 스미스, 해리스, 디킨슨                        | 4:35      |